# José Jiménez Aranda
José Jiménez Aranda – hiszpański malarz, jego bracia Luis i Manuel Jiménez y Aranda również trudnili się malarstwem.
W 1851 r. wstąpił do Akademii Sztuk Pięknych w Sewilli. Początkowo wzorował się na malarzach takich jak Manuel Cabral i Eduardo Cano. W 1868 wyjechał do Madrytu i w Muzeum Prado studiował prace Francisca Goi i Diego Velázqueza. W 1867 roku przeniósł się do Jerez de la Frontera w Andaluzji, gdzie pracował jako konserwator zabytków i projektant witraży. Lata 1871-1875 spędził w Rzymie, gdzie spotkał się z malarzem Mariano Fortuny, który mocno wpłynął na jego prace.
W 1881 r. przeniósł się do Paryża, gdzie pozostał przez dziewięć lat i pracował nad historyczną tematyką z XVIII wieku. W 1890 roku przeniósł się do Madrytu i zmienił temat swoich prac; zaczął malować sceny z życia codziennego, hołdując hiszpańskiemu kostumbryzmowi.
Po śmierci żony i córki w 1892 roku na stałe powrócił do swojego rodzinnego miasta Sewilli. Został mianowany członkiem Akademii Sztuk Pięknych, gdzie pracował jako nauczyciel aż do śmierci w 1903 roku. Jego uczniami byli Daniel Vázquez Díaz, Eugenio Hermoso, Ricardo López Cabrera, Manuel González Santos i Sanz Arizmendi.
Do najwybitniejszych dzieł zalicza się Una desgracia, Un lance en la plaza de toros i Una esclava en venta. Był również utalentowanym rysownikiem i ilustratorem; stworzył 689 ilustracji do specjalnego wydania z okazji stulecia Don Kichota.